# إد ليفينسون
إد ليفينسون (بالإنجليزية: Ed Levinson)‏ هو شخصية أعمال أمريكي، ولد في 1899 في شيكاغو في الولايات المتحدة، وتوفي في 26 ديسمبر 1981 في لوس أنجلوس في الولايات المتحدة.